# Romain Dutreix
Romain Dutreix est un auteur de bande dessinée français né en 1976.
Depuis février 2018 il fait partie de l'équipe du Canard enchaîné.